# Ichneumon sutor
Ichneumon sutor là một loài tò vò trong họ Ichneumonidae.